# علجوم عربي
علجوم عربي هو نوع من العلاجيم ويتبع فصيلة العلجوم الحقيقي. يوجد في عمان والسعودية والإمارات العربية المتحدة واليمن. موائلها الطبيعية هي الأنهار شبه الاستوائية أو الاستوائية، والأنهار المتقطعة، وينابيع المياه العذبة، والحدائق الريفية، والمناطق الحضرية، والبرك والأراضي المروية.
تم العثور على تسعة أنواع فقط من البرمائيات في شبه الجزيرة العربية، وهذا النوع هو واحد من نوعان الذي عُثر عليهما في دولة الإمارات العربية المتحدة.